# Ustekinumab
Ustekinumab es un anticuerpo monoclonal completamente humano, del tipo IgG1, que se une a las interleucinas IL-12 e IL-23 por medio de la subunidad p40 presente en ambas citocinas, bloqueando así la cascada inflamatoria que desencadenan estas citocinas. Se emplea para el tratamiento de la psoriasis , la artritis psoriásica, la enfermedad de Crohn y la colitis ulcerosa.

## Historia
Ustekinumab, antes denominado CNTO-1275, fue desarrollado por Centocor, una subsidiaria de Johnson & Johnson. A fines del año 2007 se solicitó su aprobación en la Administración de Alimentos y Medicamentos de Estados Unidos (FDA) y en la Agencia Europea de Medicamentos (EMEA). La FDA lo aprobó en junio de 2008 en forma unánime recomendándolo para el tratamiento de la psoriasis, no obstante, solicitó posteriormente una evaluación de riesgos y estrategia de mitigación antes de permitir su comercialización. En Canadá se aprobó en diciembre de 2008. En Europa se aprobó en enero de 2009.

## Mecanismo de acción
Ustekinumab es un anticuerpo monoclonal IgG1κ totalmente humano que se une con especificidad a la subunidad proteica p40 que comparten las citocinas interleukinas humanas IL-12 e IL-23. Ustekinumab inhibe la bioactividad de la  IL-12 y la IL-23 humanas al impedir la unión de p40 a la proteína receptora IL-12Rβ1, expresada en la superficie de las células inmunitarias. Ustekinumab no puede unirse ni a la IIL-12 ni a la IL-23, que ya estén previamente unidas a los receptores IL-12Rβ1 en la superficie celular. Por ello, es poco probable que ustekinumab contribuya a la citotoxicidad mediada por el complemento o por anticuerpos de células con receptores de la IL-12 y/o la IL-23.
La IL-12 y la IL-23 son citocinas heterodímeras secretadas por las células presentadoras de antígenos activadas, como los macrófagos y las células dendríticas, y ambas citoquinas participan en funciones inmunitarias; la IL-12 estimula las células natural Killer (NK) y conduce a la diferenciación de células T CD4+ a las células con fenotipo T helper 1 (Th1), la IL-23 induce la vía T helper 17 (Th17). Sin embargo, las alteraciones en la regulación de la IL-12 y la IL-23 se han asociado con enfermedades de mediación inmunitaria, como la psoriasis, la artritis psoriásica, la enfermedad de Crohn y la colitis ulcerosa.
Debido a la unión de ustekinumab a la subunidad p40 que comparten la IL-12 y la IL-23, ustekinumab puede ejercer su efecto clínico en la psoriasis, la artritis psoriásica, la enfermedad de Crohn y la colitis ulcerosa a través de la interrupción de las vías de las citoquinas Th1 y Th17, que son centrales en la patología de estas enfermedades. En los pacientes con enfermedad de Crohn y colitis ulcerosa, el tratamiento con ustekinumab provocó una disminución de los marcadores inflamatorios, incluida la Proteína C-Reactiva (PCR) y la calprotectina fecal durante la fase de inducción, que se mantuvo después a lo largo de la fase de mantenimiento.

## Uso clínico

### Indicaciones
Ustekinumab está indicado para el tratamiento de la psoriasis en placas, de moderada a grave, en los adultos que no responden, tienen contraindicados o no toleran otros tratamientos sistémicos, incluyendo la ciclosporina, el metotrexato (MTX) o PUVA (psoraleno y ultravioleta A).
Ustekinumab está indicado para el tratamiento de la psoriasis en placas de moderada a grave en pacientes niños y adolescentes de 6 años de edad en adelante, que hayan presentado una respuesta inadecuada, o que son intolerantes a otras terapias sistémicas, o fototerapias.
Ustekinumab, sólo o en combinación con MTX, está indicado para el tratamiento de la artritis psoriásica activa en pacientes adultos cuando la respuesta a tratamientos previos no biológicos con medicamentos antirreumáticos modificadores de la enfermedad (FARME) ha sido inadecuada. Ustekinumab ha demostrado mejorar los signos y síntomas, la función física y la calidad de vida asociada a la salud, y reduce la tasa de progresión del daño articular periférico en los pacientes adultos con PsA activa.
Ustekinumab está indicado para el tratamiento de la enfermedad de Crohn activa, de moderada a grave, en pacientes adultos que hayan tenido una respuesta inadecuada, presenten pérdida de respuesta o sean intolerantes al tratamiento convencional o a antagonistas de TNF-alfa o presenten contraindicaciones médicas a esos tratamientos.
Ustekinumab está indicado para el tratamiento de la colitis ulcerosa activa, de moderada a grave, en pacientes adultos que hayan tenido una respuesta inadecuada, presenten pérdida de respuesta o sean intolerantes al tratamiento convencional o a un medicamento biológico o presenten contraindicaciones médicas a esos tratamientos.

### Posología
Para pacientes con psoriasis y artritis psoriásica la posología recomendada de ustekinumab consiste en una dosis inicial de 45 mg administrada por vía subcutánea, seguida de otra dosis de 45 mg 4 semanas después, y posteriormente cada 12 semanas. Se debe considerar la suspensión del tratamiento a los pacientes que no hayan respondido al cabo de 28 semanas de tratamiento. En pacientes con un peso corporal > 100 kg la dosis inicial es de 90 mg administrada por vía subcutánea, seguida de una dosis de 90 mg 4 semanas después y posteriormente cada 12 semanas.
La pauta terapéutica para pacientes con Enfermedad de Crohn o Colitis ulcerosa establece que la primera dosis de Ustekinumab se administre por vía intravenosa (pauta de dosis) . La primera dosis subcutánea de 90 mg de Ustekinumab se debe administrar en la semana 8 después de la dosis intravenosa. Después de esto, se recomienda administrar una dosis cada 12 semanas. Los pacientes que no muestran una respuesta adecuada 8 semanas después de la primera dosis subcutánea, pueden recibir una segunda dosis subcutánea en ese momento. Los pacientes que pierdan respuesta con la pauta de 12 semanas, pueden beneficiarse de un aumento en la frecuencia de administración cada 8 semanas. Los pacientes pueden después continuar con la pauta cada 8 semanas o cada 12 semanas de acuerdo con el criterio clínico.
Se debe considerar la suspensión del tratamiento en pacientes que no muestren indicios de beneficio terapéutico 16 semanas después de la dosis de inducción intravenosa o después de 16 semanas de cambiar a la pauta de mantenimiento cada 8 semanas. Durante el tratamiento con Ustekinumab se podrá mantener la administración de inmunomoduladores y/o corticosteroides.

### Presentaciones
Ustekinumab, de nombre comercial STELARA, está disponible en las siguientes presentaciones:
- STELARA 45 mg solución inyectable.
- STELARA 90 mg solución inyectable.
- STELARA 45 mg solución inyectable en jeringa precargada.
- STELARA 90 mg solución inyectable en jeringa precargada.
- STELARA 130 mg solución inyectable concentrado para solución para perfusión.

### Perfil de seguridad
Las reacciones adversas más frecuentes (> 5%) en los períodos controlados de los estudios clínicos con ustekinumab de psoriasis en adultos, artritis psoriásica, enfermedad de Crohn y colitis ulcerosa fueron nasofaringitis y cefalea. La mayoría fueron consideradas como leves y no fue necesario interrumpir el tratamiento de estudio. La reacción adversa más grave que ha sido notificada con STELARA es la reacción de hipersensibilidad grave incluida la anafilaxis. El perfil de seguridad global fue similar en pacientes con psoriasis, artritis psoriásica, enfermedad de Crohn y colitis ulcerosa.